# Suwałki (przystanek kolejowy)
Suwałki (lit. Suvalkėliai) – przystanek kolejowy w pobliżu miejscowości Suwałki, w rejonie kalwaryjskim, w okręgu mariampolskim, na Litwie. Położony jest na linii Kozłowa Ruda – Suwałki. Przebiega tędy również Rail Baltica. Peron usytuowany jest tylko przy linii szerokotorowej.
Przystanek został odnowiony w latach 10. XXI w.